# Opizia stolonifera
Opizia stolonifera är en gräsart som beskrevs av Jan Svatopluk Presl. Opizia stolonifera ingår i släktet Opizia och familjen gräs. Inga underarter finns listade i Catalogue of Life.